# 海棠詩社
海棠詩社是小说《红楼梦》中组成的诗社。初秋季節，賈探春提議邀集大觀園中的年輕女子所組的詩社。旨在「宴集詩人於風庭月榭；醉飛吟盞於帘杏溪桃」，作詩吟辭以顯大觀園眾姊妹之文采不讓桃李鬚眉。詩社成員有林黛玉、薛寶釵、史湘雲、賈迎春、賈探春、賈惜春、賈寶玉、李紈及王熙鳳。後來又有薛寶琴、邢岫煙、李紋、李綺、香菱等人參與。稻香老農（李紈）為社長，菱洲（迎春）、藕榭（惜春）為副社長。社長為評審，副社長一人出題，一人監場。不太識字的王熙鳳名為監社御史，實為提供金錢贊助者。第一次集會是在探春所居之秋爽齋，所作之詩為「詠白海棠」，故名「海棠詩社」（《紅樓夢》三十七回）。各人在詩社中皆有別稱，其詩名多以其大觀園中居住之院宇為名。如表所列。
林黛玉和薛寶釵為海棠詩社中文采最盛之人物，還有創社時缺席的史湘雲，詩才之高，足與瀟湘妃子聯詩於凹晶館，三人都曾經奪魁。賈寶玉則總是敬陪末座。海棠詩以風格論，黛玉清新而寶釵溫厚。二人所作如下：
|            | 珍重芳姿晝掩門，自攜手甕灌苔盆。胭脂洗出秋階影，冰雪招來露砌魂。 淡極始知花更艷，愁多焉得玉無痕。欲償白帝憑清潔，不語婷婷日又昏。 |
| ————蘅蕪君 | |

|              | 半卷湘簾半掩門，碾冰為土玉為盆。偷來梨蕊三分白，借得梅花一縷魂。 月窟仙人縫縞袂，秋閨怨女拭啼痕。嬌羞默默同誰訴，倦倚西風夜已昏。 |
| ————瀟湘妃子 | |